# Джиллингем, Сьюзен
Сьюзен Джиллингем (англ. Susan E. Gillingham, род. 11 июля 1951, Галифакс, Уэст-Йоркшир) — британский теолог, учёная и англиканский дьякон. Она специализируется на еврейской Библии, Псалмах и еврейской истории от израэлитов до Второго Храма. С 1995 года она является научным сотрудником и преподавателем теологии в Вустер-колледже Оксфордского университета, а с 2014 по 2019 год была профессором еврейской Библии в Оксфордском университете. Она стала первой британкой, получившей степень доктора богословия (DD) Оксфордского университета.

## Юные годы и образование
Джиллингем родилась в 1951 году. Она изучала теологию в колледже Святого Иоанна в Ноттингеме, англиканском теологическом колледже, где она была первой женщиной-студенткой. Диплом колледжа подтверждается Ноттингемским университетом, поэтому в 1973 году она окончила Ноттингемский университет со степенью бакалавра теологии (BTh). Она прошла аспирантуру в Университете Эксетера и в 1980 году получила степень магистра гуманитарных наук (MA). Затем она прошла аспирантуру в Кибл-колледже в Оксфорде и в 1987 году окончила Оксфордский университет, получив степень доктора философии (DPhil). Её докторская диссертация называлась «Личное благочестие в изучении псалмов: переоценка».

## Академическая карьера
Джиллингем специализируется на еврейской Библии, Книге Псалмов и еврейской истории от израэлитов до Второго Храма. Она написала ряд книг о Псалмах, а также две книги по библеистике.
В 1995 году Джиллингем была избрана научным сотрудником и преподавателем теологии в Вустер-колледже Оксфордского университета. 1 октября 1999 года она была назначена преподавателем теологии в Оксфордском университете. Позже она была повышена до должности чтеца (Reader) Ветхого Завета. В ноябре 2014 года ей было присвоено почётное звание профессора еврейской Библии на факультете теологии и религии. Она вышла на пенсию в 2019 году и получила звание почётного профессора факультета теологии и религии, а также стала старшим научным сотрудником Вустерского колледжа.

## Христианское служение
Джиллингем является активным членом Церкви Англии. Она начала свое служение в качестве лицензированного мирянина (также известного как чтец). 30 июня 2018 года она была рукоположена в сан постоянного диакона. Она прикреплена к церкви Святого Варнавы в Оксфорде и часовне Вустерского колледжа. С октября 2018 года она также занимает должность канонического теолога Эксетерского собора.

## Почести
1 августа 2015 года Оксфордский университет присвоил Джиллингем степень доктора богословия (DD). Степень доктора богословия — высшая степень Оксфорда, и она первая британка, получившая её. Работа, представленная на соискание степени, должна «представлять собой оригинальный вклад в развитие теологических знаний, настолько существенный и выдающийся, чтобы предоставить кандидату авторитетный статус в этой области знаний».

## Личная жизнь
Сью Джиллингем замужем за Диком Сметерстом, бывшим экономистом из Оксфорда и бывшим проректором Вустер-колледжа в Оксфорде.

## Избранные труды
- Gillingham, Susan. The poems and psalms of the Hebrew Bible. — Oxford : Oxford University Press, 1994. — ISBN 978-0192132420.
- Gillingham, Susan. One Bible, many voices: different approaches to biblical studies. — London : SPCK, 1998. — ISBN 978-0281048861.
- Gillingham, Susan. The image, the depths and the surface: multivalent approaches to biblical study. — London : Sheffield Academic Press, 2002. — ISBN 978-1841272979.
- Gillingham, Susan. Psalms through the centuries: Volume One. — Malden, MA : Blackwell Publisher, 2008. — ISBN 978-0631218555.
- Jewish and Christian approaches to the Psalms: conflict and convergence. — Oxford : Oxford University Press, 2013. — ISBN 978-0199699544.
- Gillingham, Susan. A journey of two psalms: the reception of Psalms 1 and 2 in Jewish and Christian tradition. — Oxford : Oxford University Press, 2013. — ISBN 978-0199652419.